# Introducing the Howling Hex
Introducing the Howling Hex es un álbum de estudio de The Howling Hex. Fue lanzado en formato LP por Drag City el 4 de septiembre de 2003.

## Lista de canciones
Todas las canciones fueron escritas por The Howling Hex.

### Lado uno
1. «Centerville Springs»
2. «If You Can't Tell the Difference, Why Pay Less?»
3. «Slapshot!»

### Lado dos
1. «Catalytic Convert»
2. «Be the Last to Stay in a Haunted House and You Will Inherit 50 Million $$»
3. «Fatter Than Anything»
4. «The Preserve, the Common»